# Kościół Najświętszego Zbawiciela w Ustce
Kościół Najświętszego Zbawiciela w Ustce - dawna świątynia protestancka wzniesiona w latach 1885–88, znajdująca się w Ustce przy ul. Marynarki Polskiej 81/1. 
W 1945 przejęta i użytkowana przez kościół rzymskokatolicki jako kościół parafialny pw. Najświętszego Zbawiciela. 

## Pierwszy kościół wUstce
Pierwszy kościół w Ustce to świątynia pw. św. Jana Chrzciciela i św. Mikołaja. Wezwanie to nadano podczas konsekracji w 1356 r. Stał nad Słupią na niewielkim pagórku. Przyczyną jego zastąpienia była niewielka liczba miejsc siedzących (200 miejsc), niedostateczna dla rozrastającej się miejscowości. Poza zasadniczym, sakralnym znaczeniem kościółek ten stanowił też znak nawigacyjny dzienny (przez swoją niepowtarzalną bryłę) i nocny (światła w oknach kościoła). Przed rozebraniem kościoła (proces rozbiórki trwał od 20 III 1889) został już od 1871 stosowany w porcie maszt, na który wciągano wieczorem latarnię naftową z soczewką Fresnela.

## Budowa nowego kościoła
Wybór miejsca nastąpił wcześniej - na granicy osady, w pobliżu cmentarza.
Uroczystość wmurowania kamienia węgielnego odbyła się 18 maja 1885 roku w obecności hierarchów kościelnych. Dokument który został wmurowany mówi o podjęciu budowy nowego kościoła św. Mikołaja w Ustce.
Budowę prowadził warsztat mistrza budowlanego Franza Draheima z Ustki. Organmistrz Völkner z Duninowa zbudował organy. Instrument jeszcze przed oficjalnym otwarciem został sprawdzony 19 stycznia 1888 r. przez organistę z kościoła NMP ze Słupska, organista Kutz uznał te organy za jeden z najlepszych instrumentów, które opuściły warsztat Völknera.
Kościół został zbudowany w stylu neogotyckim.

## Uroczystość konsekracji
Nowy kościół posiadał 800 miejsc siedzących (zupełnie dla Ustki starczało).
Uroczystość konsekracji kościoła odbyła się 10 lipca 1888 roku. Wzięli też udział przyjezdni, z samych władz kościelnych duchowni protestanccy, Wilhelmini ze Szczecina, Pötter.
Uroczystości w nowym kościele rozpoczęły się biciem w dzwony i procesją ze starego kościoła. W tym czasie nauczyciel i młodzież szkolna śpiewali chorał: "Lobe den Herrn". Nastąpiło następnie uroczyste otwarcie wrót kościoła. Regułę wyświęcenia poprowadził konsystorz Wilhelmi, liturgię i kazanie miał pastor Wildberg.

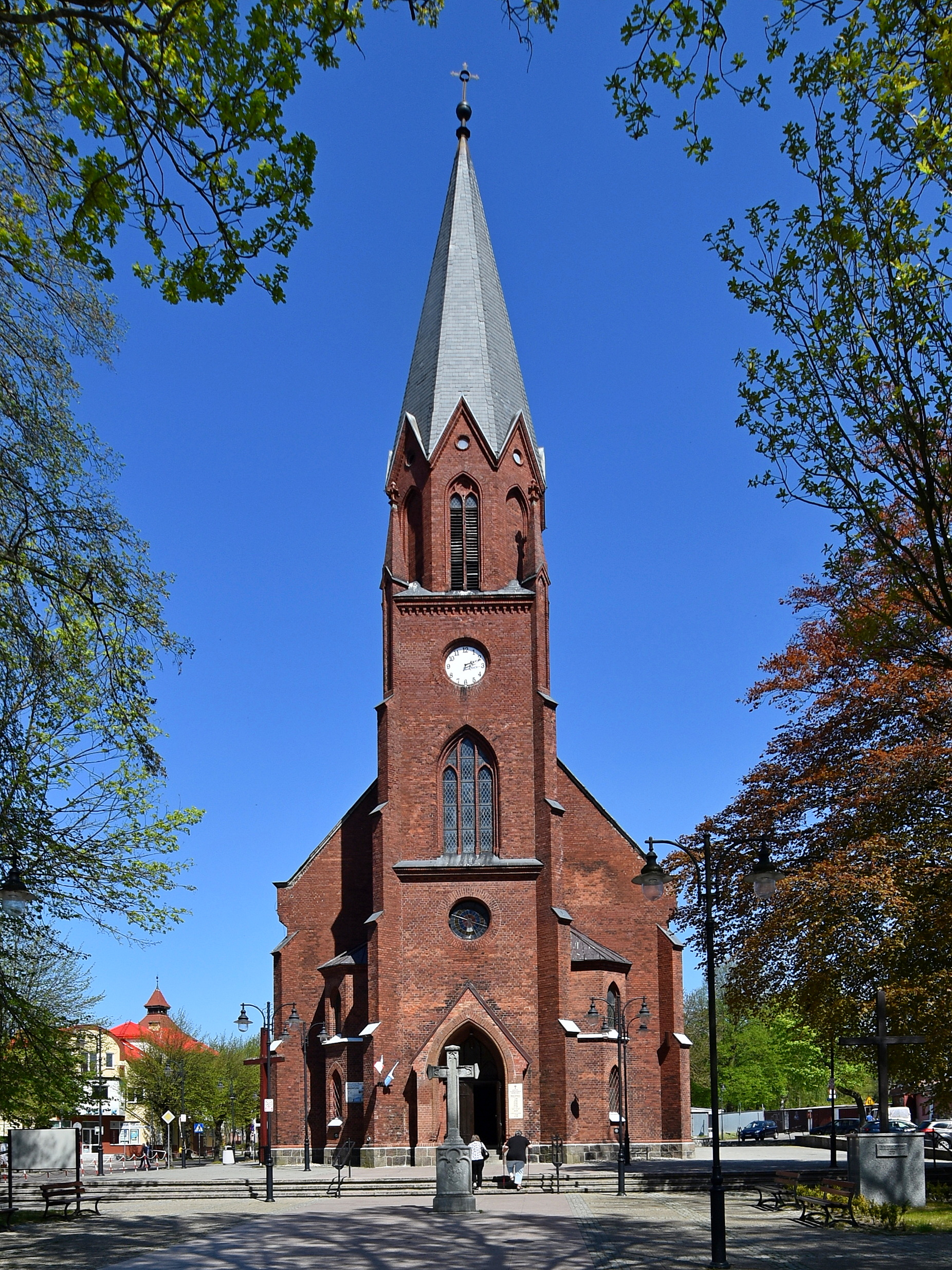
Elewacja frontowa
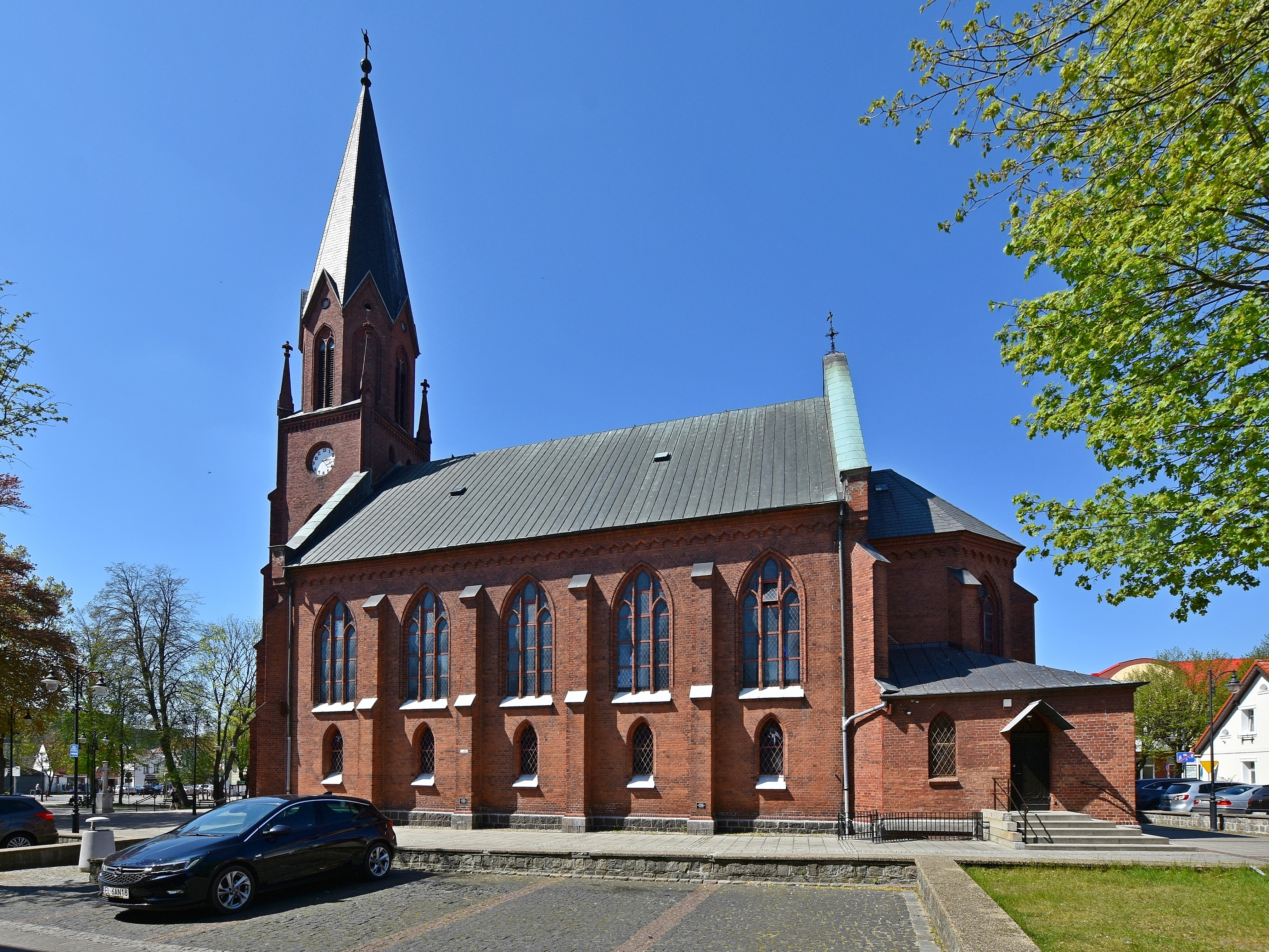
Elewacja południowa
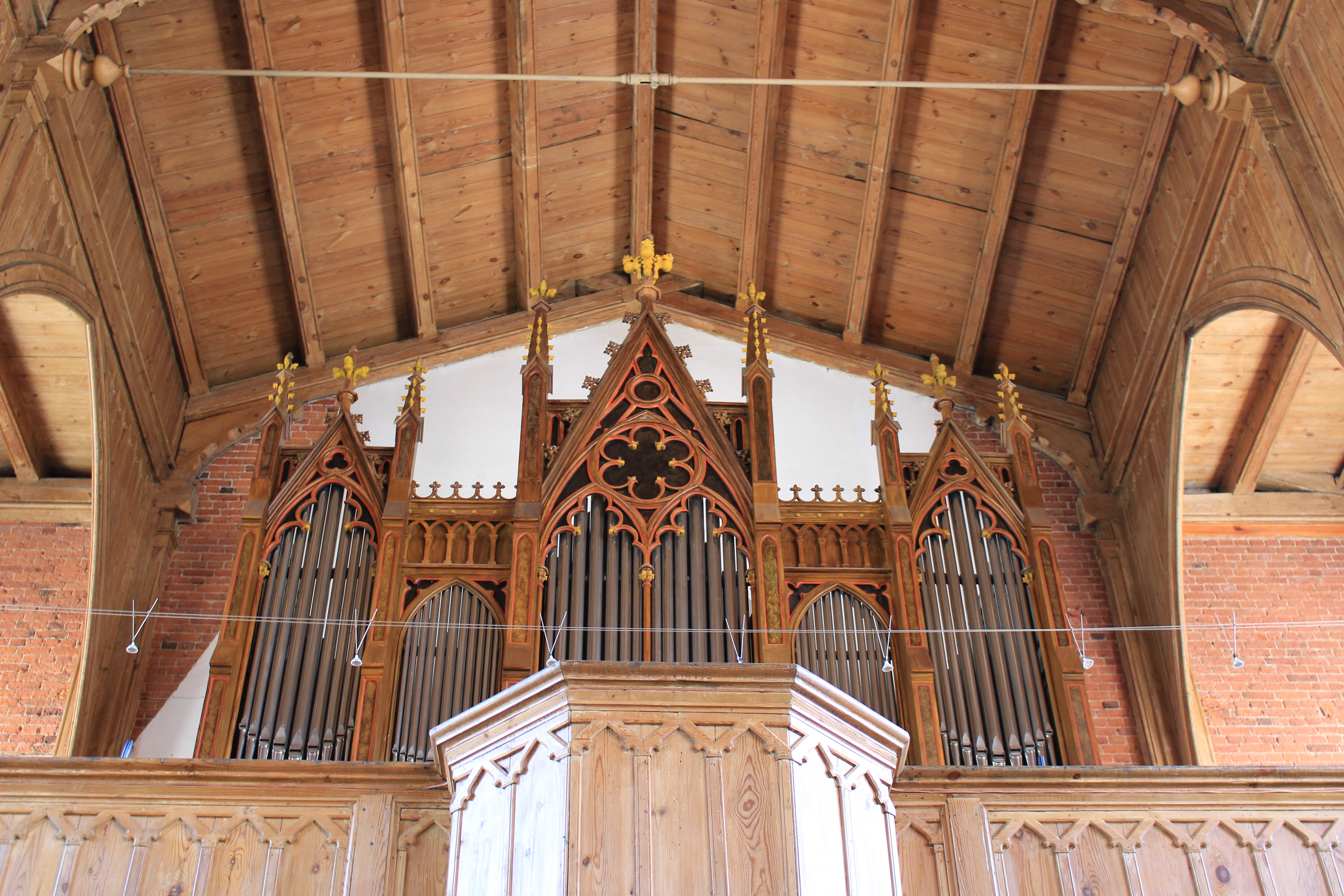
Organy Christiana Friedricha Voelknera

## Literatura
- Stolpmünder Chronik, Verfaßt im Jahre 1936 von WALTER DOMINICK, Herausgegeben anläßlich des Patenschaftstreffens in Glückstadt am 9. und 10. Mai 1959, von DR. WALTER KUSCHFELDT VERLAG: STOLPER HEIMATKARTEI, LÜBECK DRUCK: EUGEN RADTKE, LÜBECK